# 大中寅二
大中 寅二（おおなか とらじ、1896年（明治29年）6月29日 - 1982年（昭和57年）4月19日）は、日本の作曲家、オルガニスト。

## 生涯
東京市芝区三田（現在の東京都港区）に生まれる。大阪府立北野中学校時代に大阪教会で宮川経輝から受洗。1920年（大正9年）同志社大学法学部経済学科を卒業し、霊南坂教会（東京市赤坂区霊南坂町）オルガニストとなる（1979年（昭和54年）まで）。東京で山田耕筰に作曲を師事する。1925年（大正14年）にはドイツに留学し、ベルリンでレオポルト・カール・ヴォルフに作曲を師事する。帰国後、東洋英和女学院短期大学で教えた。
また副科で打楽器を習得し、1942年の満洲国建国10周年奉祝交響楽団（山田耕筰、大塚淳、ヘルムート・フェルマー指揮で新京での演奏）には打楽器奏者として加わっている。
教会オルガニストを59年にわたって務め、礼拝用のリードオルガン曲や賛美歌などの教会音楽を多く作曲している。また、1936年（昭和11年）に作曲されNHK国民歌謡として放送された歌曲「椰子の実」（詞・島崎藤村）は一般にも広く知られている。
大中恩（作曲家）の父。サカタインクス創業者である阪田恒四郎の娘と結婚し、阪田寛夫（小説家・作詞家）は甥にあたる。阪田の小説『音楽入門』・児童文学『トラジイちゃんの冒険』のモデルである。

## 作品
- 「大中寅二オルガン聖曲集　第六」（聖曲刊行会，1931）
- 「オルガン新曲集」（シンフォニー楽譜出版社，1936）
- 「椰子の実」（日本放送出版協会，1936）
- 「卒業式の歌」
- 「旅愁」
- 「こころゆたかに」
- 「花祭りの歌」（近衛秀麿により初演）
- 「お茶節による前奏と唄」（JOAK委嘱による「国民詩曲」のひとつとして作曲）
- 「牡蠣の殻」（日本放送出版協会，1937）
- 「白百合」（日本放送出版協会，1938）
- 「靖国神社の頌」（日本放送出版協会，1940）
- 「アリューシャンの勇士」
- 「密林行」
- 「オルガン聖曲集」（日本基督教団讃美歌委員会，1950）
- 「かみのめぐみ」（日本基督教団出版局「讃美歌」収載，1953）
- 「わがなみだ」（日本基督教団出版局「讃美歌」収載，1953）
- 「つみのやみ」（日本基督教団出版局「讃美歌」収載，1953）
- 「世のなかに」（日本基督教団出版局「讃美歌」収載，1954）
- 「父の御神よ」（日本基督教団出版局「讃美歌」収載，1954）
- 「オルガン小品集　第二巻」（好楽社，1960）
- 「オルガン曲集」 （カワイ楽譜, 1963）
- 「新しきいのちうまれぬ」（日本基督教団出版局「讃美歌第二編」収載，1965）
- 「ナザレの村の」（日本基督教団出版局「讃美歌第二編」収載，1967）
- 「みかみのめぐみに」（日本基督教団出版局「讃美歌第二編」収載，1967）
- 「大中寅二幼児の歌」（カワイ楽譜, 1967）
- ギデオン讃歌, 1968
- パイプオルガン曲集, 1979
- 「オルガン小品集　第一巻」（大中香代復刻，1983）
- 「庭上の一寒梅（寒梅の詩）」（詞：新島襄）
- 「憲政記念館「三権分立の時計（尾崎記念時計塔）」チャイム」（作曲）

### 校歌
- 神奈川県立横浜第三中学校校歌（1927、詞：藤村与六）
- 大田区立田園調布小学校校歌（1950、詞：阪本越郎）
- 青森県立三本木高等学校校歌（1951、詞：佐藤春夫）
- 愛知県立惟信高等学校校歌（1951、詞：山崎敏夫）
- 和歌山県立熊野高等学校校歌（1951、詞：佐藤春夫）
- 北海道遠軽高等学校校歌（1952、詞：高橋淳）
- 大田区立萩中小学校校歌（1955、詞：室生犀星）
- 一宮市立朝日西小学校校歌（1956、詞：佐藤一英）
- 山梨英和中学校・高等学校校歌（1958、詞：守山ふみか）
- 一宮市立南部中学校校歌（1959、詞：佐藤一英）
- 中部大学校歌（1964、詞：佐藤一英）
- 共愛学園中学校・高等学校校歌（1967、詞：関根文之助）
- 共愛学園幼稚園園歌（1967、詞：関根文之助）
- 同志社校歌（詞：湯浅吉郎）
- 大阪女学院校歌（詞：由木康）
- 東京都立赤坂高等学校校歌（詞：安藤一郎）
- 長野県松本美須々ヶ丘高等学校校歌（詞：佐藤春夫）
- 静岡県西遠女子学園中学校・高等学校創立讚歌（詞：田村以津子）
- 愛知県立小牧高等学校校歌（詞：佐藤春夫）
- 春日丘中学校・高等学校校歌（詞：佐藤一英）
- 福井県立武生高等学校校歌（詞：佐藤春夫）
- 北九州市立穴生中学校校歌（二部合唱形式（斉唱及び短縮での演奏可）、詞：栗原一途）
- 稲沢市立千代田中学校校歌（詞：佐藤一英）
- 代々木ゼミナール校歌（詞:古家鴻三）
- 明石市立魚住中学校校歌

## 脚註
1. ↑  細川周平、片山杜秀 監修『日本の作曲家 近現代音楽人名事典』日外アソシエーツ、2008年、140頁。ISBN 978-4-8169-2119-3。
2. ↑  日本キリスト教歴史人名事典編集委員会 『日本キリスト教歴史人名事典』 教文館、2020年、157頁